# Кастелина Манаго (Вибо Валенција)
Кастелина Манаго је насеље у Италији у округу Вибо Валенција, региону Калабрија.
Према процени из 2011. у насељу је живело 59 становника. Насеље се налази на надморској висини од 758 м.